# Francesco Arrigoni (Schriftsteller)
Francesco Arrigoni (* 1. Dezember 1610 in Caprino Bergamasco.; † 28. Juli 1645 in Bergamo) war ein italienischer Geistlicher und Schriftsteller.

## Leben
Francesco Arrigoni studierte in Mailand Theologie und wurde als Priester ordiniert. Danach war er Professor der Rhetorik an verschiedenen Schulen, wurde zum Rektor des Priesterseminars in Bergamo ernannt und amtierte auch als Domherr an der Kathedrale derselben Stadt. Er war in Griechisch sehr bewandert und übersetzte im Auftrag des Kardinals Federico Borromeo, Erzbischofs von Mailand, griechische Manuskripte der Biblioteca Ambrosiana. Im Alter von nur 34 Jahren verstarb er 1645 in Bergamo.
Arrigoni veröffentlichte mehrere panegyrische Reden als Lob auf verschiedene hohe Amtsträger von Bergamo und mehrere andere kleine Werke, u. a. einen Traktat zum Lob der Einsamkeit (Il Paradiso terrestre, ovvero le delizie della solitudine, Bergamo 1640) und eine Abhandlung über die alte Legende von Belisar als blindem Bettler (Belisario cieco, Bergamo 1638).

## Weitere Werke (Auswahl)
- Teatro delle virtù, Bergamo 1637 (dem provveditore Luigi Zorzi gewidmet)
- Panegyrikus auf Vincenzo Malipiero, 1638
- La penitente d’Egitto, Cristoforo Tomasini, Venedig 1639 (Vittoria Zaghis gewidmet) (Digitalisat beim MDZ)
- Trono delle virtù, Bergamo 1643 (dem Podestà Niccolò Trono gewidmet)